# Cantón de Buis-les-Baronnies
El cantón de Buis-les-Baronnies era una división administrativa francesa, que estaba situada en el departamento de Drôme y la región de Ródano-Alpes.

## Composición
El cantón estaba formado por veintiún comunas:
- Beauvoisin
- Bellecombe-Tarendol
- Bénivay-Ollon
- Bésignan
- Buis-les-Baronnies
- Eygaliers
- La Penne-sur-l'Ouvèze
- La Roche-sur-le-Buis
- La Rochette-du-Buis
- Le Poët-en-Percip
- Mérindol-les-Oliviers
- Mollans-sur-Ouvèze
- Pierrelongue
- Plaisians
- Propiac
- Rioms
- Rochebrune
- Saint-Auban-sur-l'Ouvèze
- Sainte-Euphémie-sur-Ouvèze
- Saint-Sauveur-Gouvernet
- Vercoiran

## Supresión del cantón de Buis-les-Baronnies
En aplicación del Decreto n.º 2014-191 de 20 de febrero de 2014, el cantón de Buis-les-Baronnies fue suprimido el 22 de marzo de 2015 y sus 21 comunas pasaron a formar parte del nuevo cantón de Nyons y Baronías.